# Paul Guldin
Paul Guldin (pravo ime Habakkuk Guldin), švicarski matematik in astronom, * 12. junij 1577, Mels, Sankt Gallen, Švica, † 3. november 1643, Gradec, Avstrija.

## Življenje in delo
Guldin je študiral na Rimskem jezuitskem kolegiju (Collegium Romanum, Collegio Romano) v Rimu pri Claviusu. Od leta 1623 do 1637 je bil tudi profesor matematike na Dunaju, kasneje pa se je vrnil v Gradec.
V delu Centrobaryca je dokazal dva izreka o določevanju površine in prostornine rotacijskih geometrijskih teles. Drugi izrek, imenovan tudi Papos-Guldinov baricentrični izrek je poznal tudi Papos.